# Бядън
Бядън (на гръцки: Μπέαδνος, Бяднос) е средновековна българска и византийска крепост, локализирана днес край село Беден, област Смолян, България.

## История
Крепостта се споменава от Йоан Кантакузин, в разказа му за това как неговите противници се обръщат за помощ към българския цар Иван Александър, като в отплата му връщат десет големи крепости в Тракия и Родопите:
| „ | Царицата Анна, патриархът, великият дук и останалите сановници решиха, че трябва да изпратят пратеничество при царя на мизите Александър да влезе в съюз с тях против цар Константин, понеже персийската войска нанасяла вреди и на неговата държава. Той им обещал, ако му дадат като възнаграждение за съюза градовете към Станимака и Цепина и по-малките заедно с войската, която е установена в тях. Те бяха девет: Цепина, Кричим, Перущица, Света Устина, Филипопол, град чудесен и голям, Станимака, Аетос, Бядън, Козник. | “ |

За крепостта край Беден, наричана от него Градище, говори и Васил Дечов, който, преразказвайки преданието за завладяването на тези места от османските турци, дава и известно описание на съществуващото тогава укрепление:
| „ | След завземането и изгоряването на изпразнените села Ибрахим паша продължил настъплението си към укреплението Градище, находяще се на височината, северно от сегашното село Беден. Това укрепление, според преданието, се състояло от две оградни стени, вътрешна каменна с бойници (мазгали), и външна дървена, сключена като мандра. Във вътрешната били настанени няколко въоръжени борци, а в междините на двете огради били затворени няколко десетки големи и рунтави кучета. Командир на укреплението бил Гордю войвода. Турците обсадили укреплението, но с пристъп не могли да го превземат. Денем обсадителите се оттегляли в околните гори, а нощем нападали и хвърляли в укреплението големи късове запалена борина. Защитниците, като разбрали, че по-дълго време не ще могат да се държат, една нощ отворили вратите на дървената ограда и насъскали кучетата против обсадителите. Последните се смутили, забъркали се и за да се отбраняват от кучетата, които се нахвърлили върху тях, разбягали се надалеч от укреплението. В това време защитниците излезли от укреплението, спуснали се надолу към реката и се отправили към естествените и изкуствените укрепления между селата Грохотно, Гьоврен, Балабан и Триград. | “ |

## Днешно състояние
Днес развалините на крепостта се намират на около 2 км северно от село Беден на възвишение, наречено Сухия връх. Крепостните зидове са почти напълно разрушени, като само на североизток са запазени на някои места до 1 м височина. Крепостта е дълга около 50 м и широка около 25 м и има формата на неправилен четириъгълник.